# آبشار هاردرو فورس
آبشار هاردرو فورس (به انگلیسی: Hardraw Force) آبشاری است که در کشور انگلستان واقع شده‌است و بلندترین ریزشگاه آن ۳۰ متر ارتفاع دارد. حوضهٔ آبریز این آبشار، رود هاردرو فورس است.